# Ctenophthalmus gratus
Ctenophthalmus gratus är en loppart som beskrevs av Jordan et Rothschild 1920. Ctenophthalmus gratus ingår i släktet Ctenophthalmus och familjen mullvadsloppor.

## Underarter
Arten delas in i följande underarter:
- C. g. gratus
- C. g. elaeus
- C. g. menoetius